# След пожара над Русия
„След пожара над Русия“ е български игрален филм от 1929 година на режисьора Борис Грежов, по сценарий на Панчо Михайлов. Оператор е Владимир Термен. Музиката във филма е композирана от Георги Атанасов.

## Сюжет
Действието на филма се разгръща върху фона на тежкия труд в пернишките рудници, където се разиграват сцени на любов и отмъщение, на стихиен протест и недоволство. Фабулата проследява перипетиите на романтичния роман между работника Алексей и жената на главния инженер на мината, които се развиват в духа на конвенционалното…Изцяло сниман в натура, филмът показва впечатляващи картини от нерадостния бит на рудничарите, от техния непосилен труд в забоите и шахтите…Най-зрелите постижения са точен ритъм, добра работа с изпълнителите, изисканост в монтажа.

## Актьорски състав
- Тачо Коларов – Алексей Арсениев
- Наталия Нойкова – Баронеса Лудон
- Константин Кисимов – Гърбицата
- Тити Търновска – Росица
- Димитър Керанов – Инженер Павел Нойков
- Владимир Карпов
- Дочо Касабов – Дядо Иван
- Иван Касабов
- Васил Каракановски
- Райна Чуклева
- Михаил Славов